# Calliphorinae

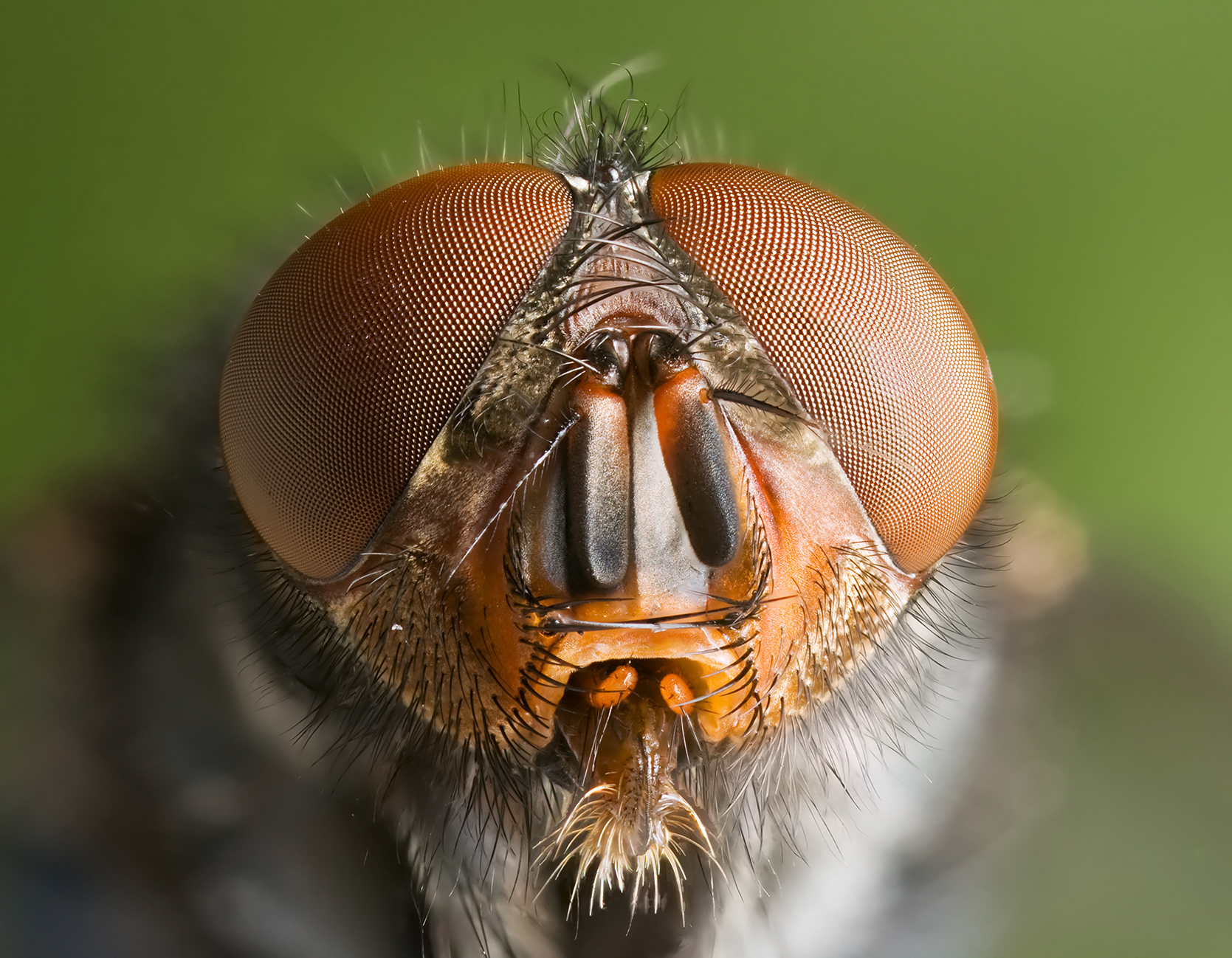
Portrait của Calliphora vomitoria

Calliphorinae là một phân họ ruồi trong họ Calliphoridae.

## Các chi chọn lọc
- Acronesia
- Acrophaga
- Aldrichina
- Bellardia
- Bengalia
- Calliphora
- Cynomya
- Cyanus
- Eucalliphora
- Melinda
- Onesia
- Verticia